# Sibetkaffe
Sibetkaffe (malajiska: kopi luwak; även känt som palmmårdskaffe) är en variant av kaffebönor. De produceras i Sydostasien, med hjälp av enzymer i matsmältningssystemet hos indisk palmmård. Resultatet är kaffebönor utan de normala bitterämnena. Kaffet är en utpräglad lyxprodukt och säljs numera till priser motsvarande flera tusen svenska kronor per kilogram.

## Historik och framställning
Upptäckten av palmmårdens mildgörande magenzymer, och dess potential inom kaffeindustrin, kom på kaffeodlingar som anlagts på Java på 1710-talet. Odlingarna fick problem med palmmårdar som nattetid tog sig in i odlingarna och åt upp kaffebären. Som ett sätt att rädda lite av skördeförlusterna började man sälja de osmälta bären ur djurens spillning som sibetkaffe (malajiska: kopi luwak). Åtminstone inledningsvis kunde denna omväg via djurspillning även ses som en kvalitet, eftersom palmmårdarna endast åt mogna och oskadda bär.
Senare började man föda upp djuren, och mata dem med kaffebär. Produktionen är främst koncentrerad till Sumatra. Kaffet skördas dock även i andra delar av Indonesien och på Filippinerna. Palmmården äter bara de bästa sorterna av kaffebären, och efter att de passerat djurets matsmältningssystem kan kaffebönorna plockas ur dess avföring för rengöring och rostning.
Enligt BBC såldes kaffet för 50 GBP per kopp i april 2008. Andra prisuppgifter har motsvarat 270 US-dollar per kilo eller 2000–6000 svenska kronor per kilo.
Den ökade populariteten har lett till att produktionen har industrialiserats. Palmmårdar hålls i burar och tvångsmatas med kaffebönor. Viss tillverkning av sibetkaffe via uppsamling av spillning från vilda palmmårdar förekommer dock fortfarande.

## Karaktär och liknande produkt
Produktionen av sibetkaffe kan jämföras med den där man i norra Thailand istället låter kaffebönorna passera matsmältningsapparaten på indisk elefant. I båda fallen bryts bitterämnen i kaffet ner av enzymer i djurens mag- och tarmsystem, utan att det förstör kaffet. Resultatet blir ett kaffe med en len och mjuk smak. De båda framställningsprocesserna är dock förknippade med höga produktionskostnader, och priser på 3 000 svenska kronor per halvkilo har nämnts för elefantvarianten.

## Galleri

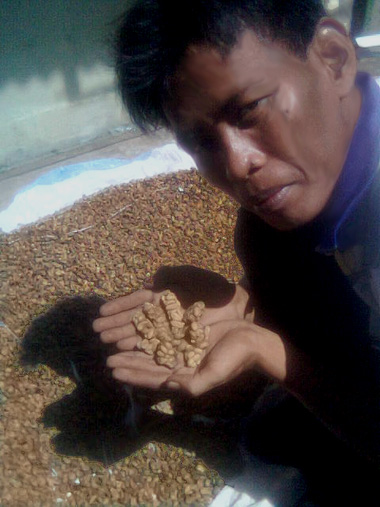
Indonesisk bonde visar upp spillningen före tvättningen.
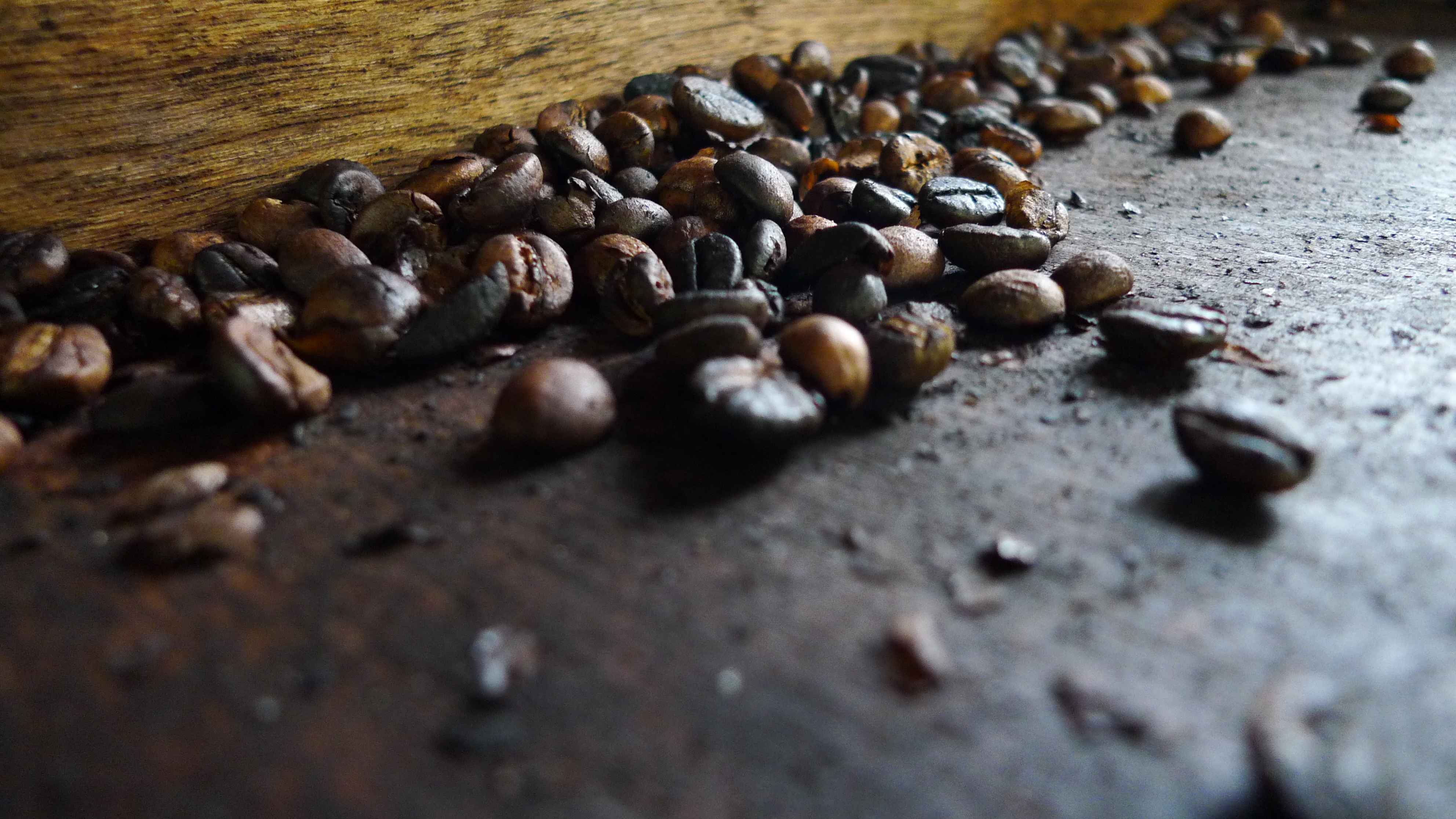
Närbild på bönorna.
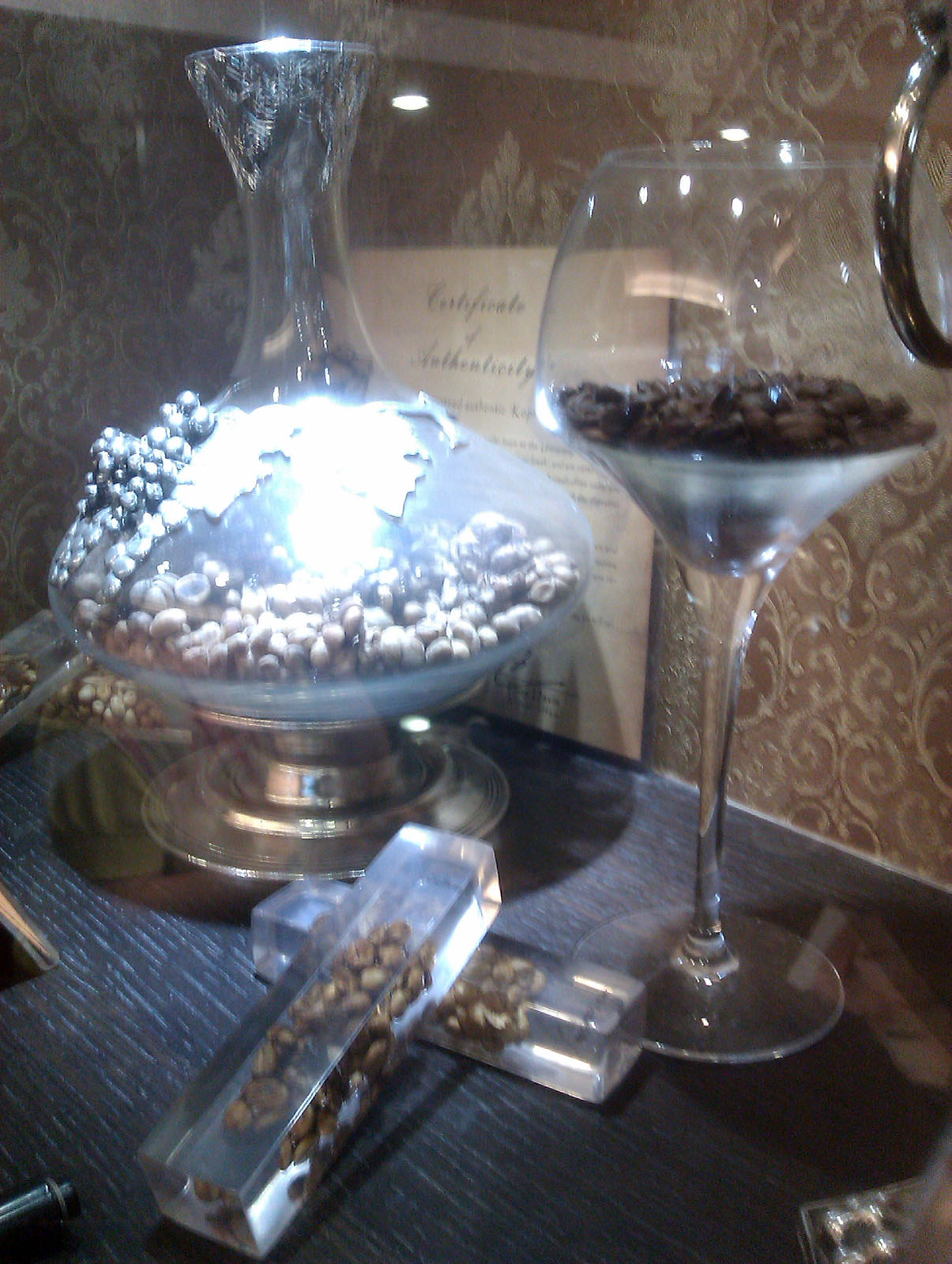
Sibetkaffebönor på exklusivt kafé i Taiwan.
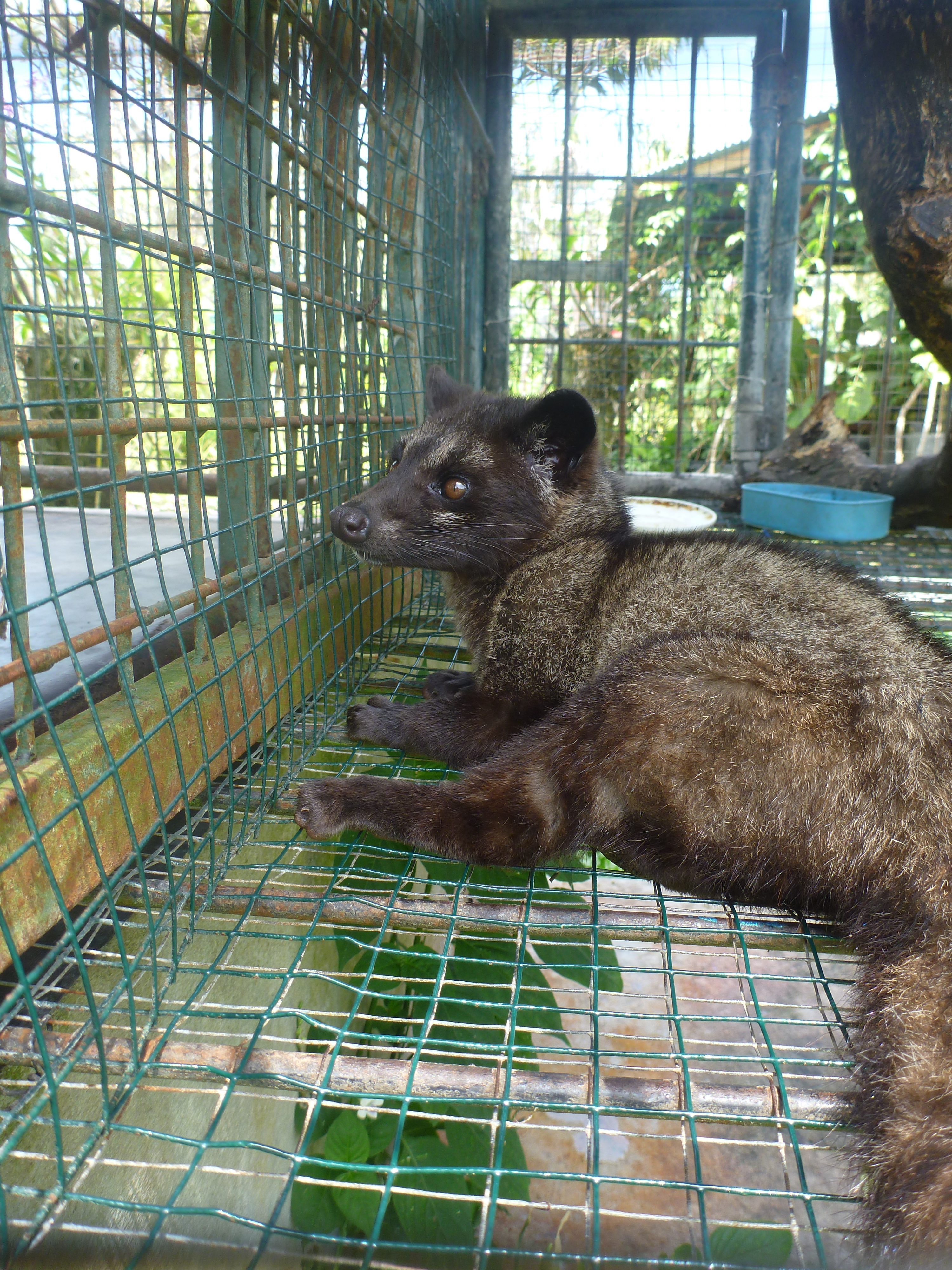
Indisk palmmård i bur.
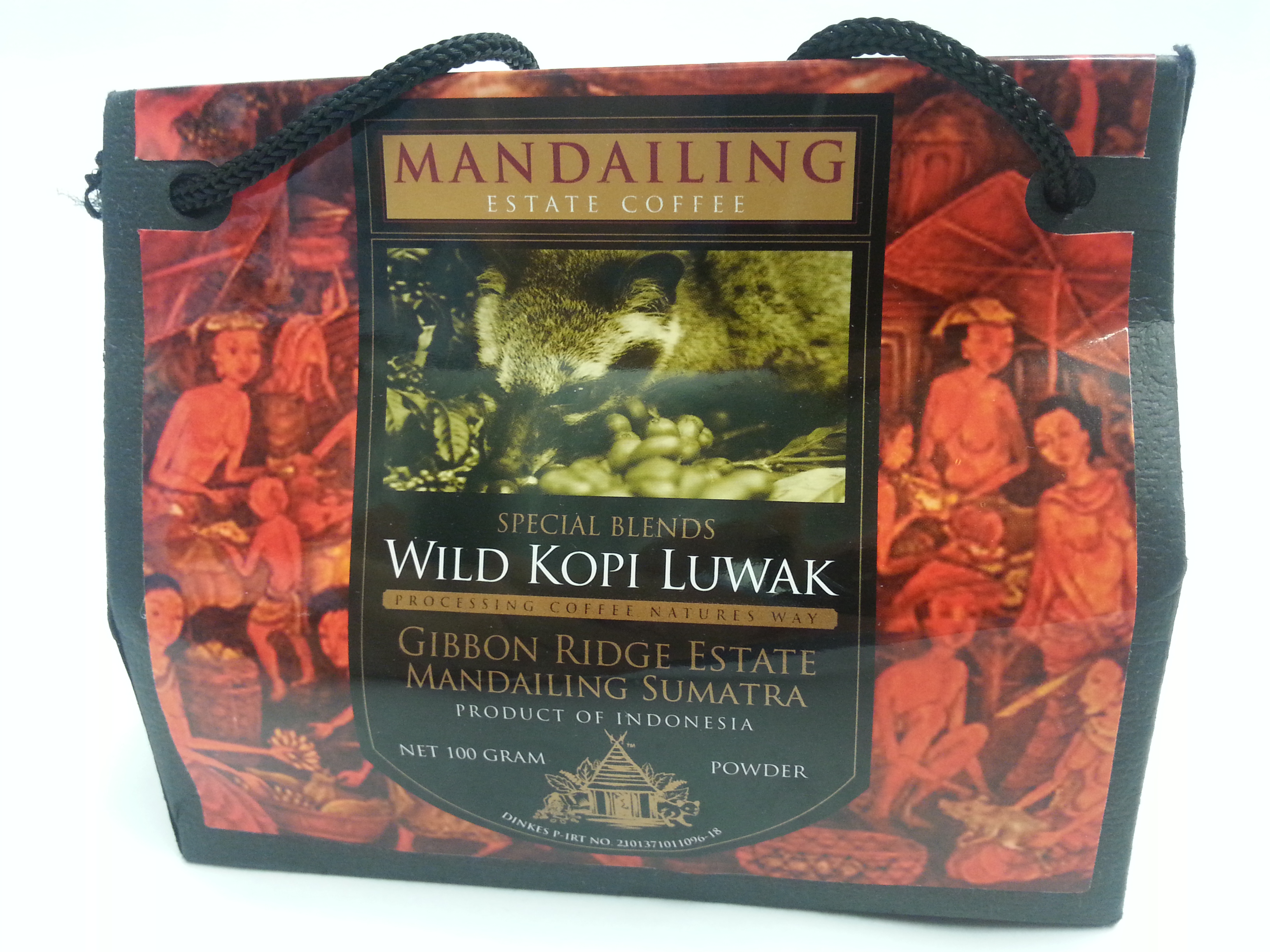
Förpackning med sibetkaffe insamlat från vilda djurs spillning.
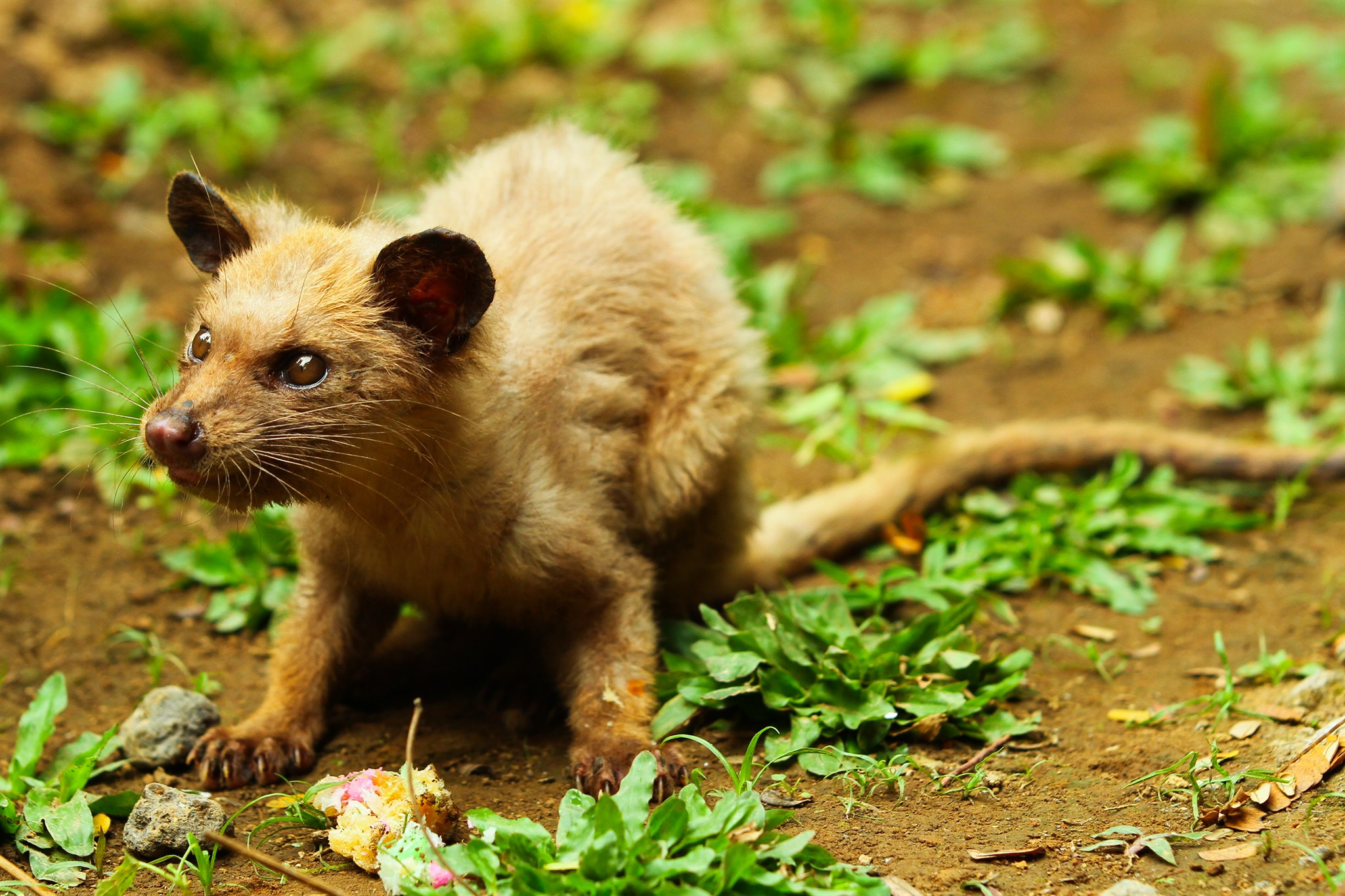
Indisk palmmård i frihet.